# Medal „Za uratowanie życia”
Medal „Za uratowanie życia” (ukr. Медаль «За врятоване життя») – ukraińskie odznaczenie państwowe nadawane za ratowanie życia ludzkiego.

## Historia
Odznaczenie zostało ustanowione ukazem prezydenta Ukrainy nr 461/2008 z dnia 20 maja 2008 roku.
Medal posiada jeden stopień.

## Zasady nadawania
Medal nadawany jest osobom, które z narażeniem własnego życia ratowały inne osoby, prowadziły działania mające na celu ratowanie innych osób, działają na rzecz podnoszenie bezpieczeństwa osób oraz dziedzinie podnoszenie zdrowia publicznego.
Medal nadawany może być obywatelom Ukrainy, cudzoziemcom jak również bezpaństwowcom, także pośmiertnie.

## Opis odznaki
Odznaką medalu jest okrągły medal o średnicy 32 mm wykonany ze srebra.
Na awersie medalu dwie ręce zbliżające się do siebie na tle tarczy słonecznej. Ręce są pozłacane. Wzdłuż krawędzi medalu jest napis ЗА ВРЯТОВАНЕ ЖИТТЯ (pol. Za ratowanie życia). Rewers medalu jest gładki, z tłoczonym kolejnym numerem.
Medal zawieszony był na prostokątnej wstążce o szer. 28 mm, koloru białego z dwoma paskami o szer. 3 mm koloru czerwonego, w odległości 2 mm od krawędzi.